# المدرسة العليا لعلوم وتطبيقات الصحة بالمنستير
المدرسة العليا لعلوم وتطبيقات الصحة بالمنستير هي إحدى المؤسسات العليا التي تخضع للإشراف المزدوج من قبل وزارتي الصحة العمومية، والتعليم العالي والبحث العلمي والتكنولوجيا وتتبع جامعة المنستير، وقد أحدثت عام 1989 بمقتضى الأمر عدد89-104 مؤرخ في 11 ديسمبر 1989 وافتتحت في سبتمبر 1990. وقد تخرجت الدفعة الأولى من طلبتها في جوان 

## أرقام
طبقا لأرقام السنة الدراسية 2007-2008 يدرس بها 1309 طالبا من بينهم 1038 طالبة.

## الشهادات
تؤمّن المدرسة تكوين الطلبة في اختصاصات مختلفة تنتهي بشهادة فني سام في الصحة العمومية في إحدى الاختصاصات التالية:
- التبنيج والإنعاش[2]
- التصوير الطبي والعلاج بالأشعة[2]
- التوليد[2]
- طواقم أسنان[2]
- العلاج الفيزيائي[2]
- الكتابة الطبية والتوثيق(سابقا)
- العلوم الصيدلية(سابقا)

## الإدارة
- المدير السابق : فتحي بتبوت
- المدير الحالي : شوقي لوصيف[2]
- الكاتب العام السابق : مديحة بوعلاق
- الكاتب العام الحالي : مكي مديمغ

## وصلة خارجية
موقع المدرسة العليا لعلوم وتطبيقات الصحة بالمنستير